# Billboard Japan Hot 100
La Japan Hot 100 è la classifica dei cento singoli più venduti in Giappone, redatta dal settimanale Billboard e Hanshin Contents Link dal febbraio 2008. È aggiornata ogni mercoledì sul sito billboard-japan.com, e ogni giovedì sul sito billboard.com.
È sorta sul modello della U.S. Billboard Hot 100. I dati sono rilevati dalle vendite delle confezioni CD e dai livelli di ascolti radiofonici. I singoli che sfondano in testa alla graduatoria confluiscono prevalentemente dall'ambiente giapponese e difficilmente si tratta di successi esteri. Nella settimana del 5 maggio 2008, Bleeding Love di Leona Lewis è stato il primo singolo di un artista internazionale ad arrivare alla numero 1. La classifica è compilata settimanalmente utilizzando i dati forniti da 3.900 punti vendita (ad aprile 2020). Gli unici altri successi di artisti occidentali ad arrivare in vetta in Giappone da allora sono stati "Blame It on the Girls" di Mika il 28 settembre 2009, "Born This Way" di Lady Gaga l'11 aprile 2011 e "Glad You Came" dei The Wanted il 20 maggio 2013.